# Estação Malakoff - Plateau de Vanves
Malakoff - Plateau de Vanves é uma estação da linha 13 do Metrô de Paris, localizada no limite das comunas de Vanves, a oeste, e Malakoff, a leste, no departamento de Altos do Sena.

## Localização
A estação está situada entre o boulevard Charles-de-Gaulle (D 61B) e a faixa de domínio ferroviária da SNCF atribuída ao TGV Atlantique, paralelamente a estas duas infraestruturas. Aproximadamente orientada ao longo de um eixo nordeste/sudoeste, ela se intercala entre as estações Porte de Vanves e Malakoff - Rue Étienne Dolet. Esta é a última estação subterrânea da linha em direção a Châtillon - Montrouge.

## História
A estação foi aberta em 9 de novembro de 1976 com o lançamento da extensão da linha 13 de Porte de Vanves a Châtillon - Montrouge; esta extensão foi inaugurada no dia da absorção da antiga linha 14 pela linha 13, prolongada em fases sucessivas desde o seu terminal sul inicial de Saint-Lazare.
A estação deriva sua denominação de sua implantação no limite entre os territórios de Malakoff por um lado e de Vanves por outro.
No âmbito do programa "Renovação do metrô" da RATP, os corredores da estação foram reformados em 17 de dezembro de 2005.
Em 2011, 3 912 036 passageiros entraram nesta estação. Em 2017, segundo as estimativas da RATP, ela viu entrar 3 659 183 passageiros, o que a coloca na 141ª posição das estações de metrô por sua frequência em 302.

## Serviços aos Passageiros

### Acessos
A estação possui dois acessos estabelecidos dentro de uma mesma edícula decorada com um mastro com um "M" amarelo inscrito em um círculo:
- O acesso 1 "Rue Jean-Bleuzen (Vanves)" levando do lado oeste do edifício à direita da passagem sob as vias do TGV Atlantique;
- O acesso 2 "Boulevard Charles-de-Gaulle (Malakoff)" se efetuando pelo lado sudoeste do edifício de frente ao square Eugène-Christophe.

### Plataformas

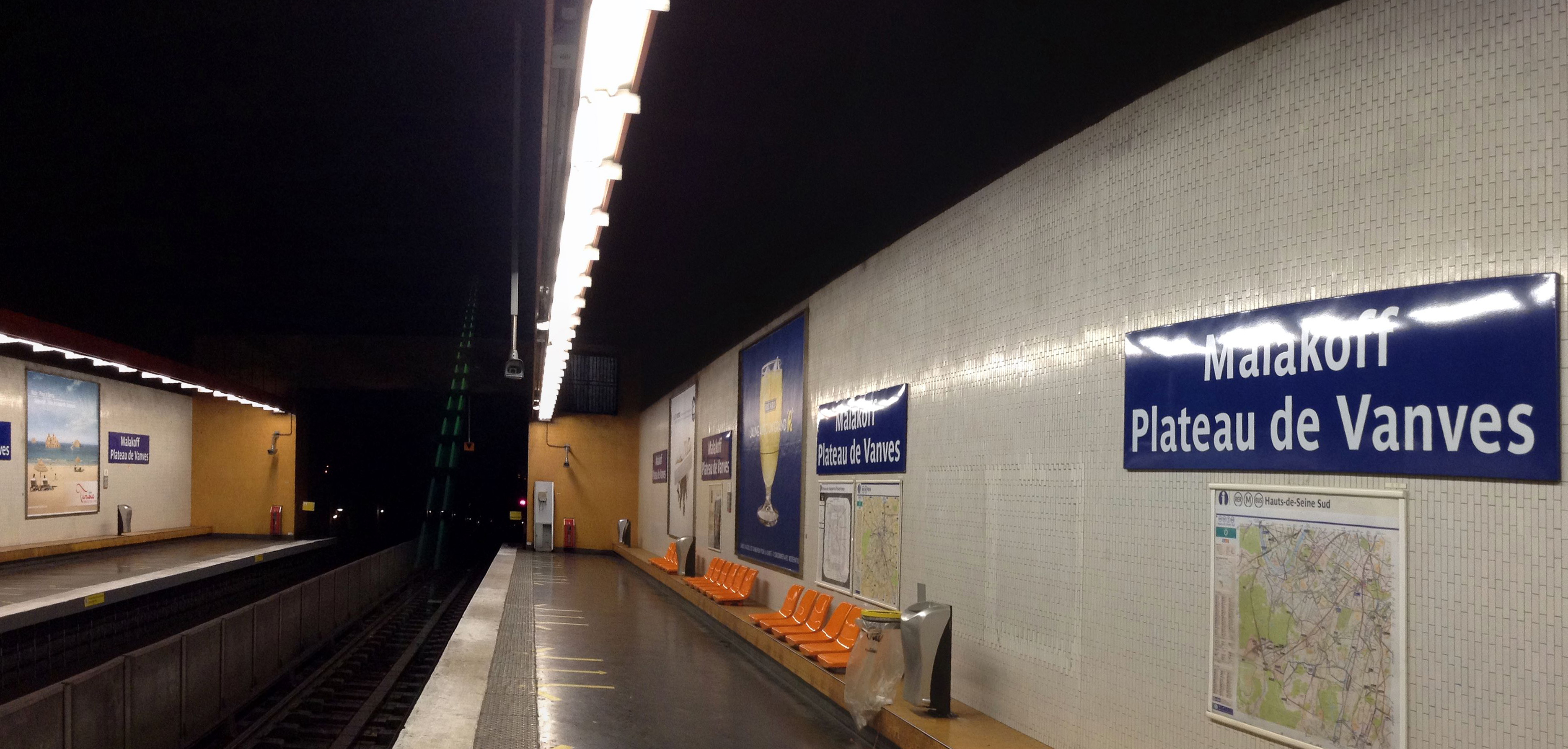

Malakoff - Plateau de Vanves é uma estação de configuração padrão: ela possui duas plataformas laterais separadas pelas vias do metrô. Construída na década de 1970, é uma estação-caixa com pés-direitos verticais suportando um teto horizontal. A decoração é uma declinação do estilo "Andreu-Motte" com duas rampas luminosas com estrutura vermelha suspensas, bancos e tímpanos tratados com telhas planas finas de cor marrom alaranjada e assentos "Motte" laranjas. As telhas de arenito esticado branco são planas e finas, colocadas verticalmente nos pés-direitos, enquanto que o teto de concreto é recoberto com uma flocagem corta-fogo preta. As saídas dos corredores são tratadas com telhas brancas planas dispostas verticalmente e alinhadas. Os quadros publicitários são metálicos e o nome da estação está inscrito em fonte Parisine em placas esmaltadas.

### Intermodalidade
A estação é servida pelas linhas 58 e Navette de Vanves (506) da rede de ônibus RATP do lado de Vanves.